# Diagram termodynamiczny

Wykorzystanie emagramu do określenia wysokości podstawy chmur cumulus

Diagram termodynamiczny – graficzne przedstawienie, wartości wielkości fizycznych charakteryzujących stan termodynamiczny badanego ośrodka, zazwyczaj płynów np.: ciśnienie, temperatury, objętości, entalpii, entropia. 
Zainteresowanie diagramami wynika z tego, że umożliwiają one na wykreślenie zmian wielkości, zamiast obliczania ich za pomocą równań termodynamiki.
W meteorologii diagramy są używane do graficznej reprezentacji sondażu atmosferycznego. Niezależnymi zmiennymi na diagramie są zazwyczaj temperatura i ciśnienie. W drugiej połowie XX wieku diagramy termodynamiczne były powszechnie używane do graficznego obliczania wielkości termodynamicznych takich jak temperatura punktu rosy, temperatura potencjalna, stabilności atmosfery i innych zmiennych. Obecnie coraz częściej używa się obliczeń numerycznych z użyciem komputerów.
Przykłady diagramów termodynamicznych stosowanych w meteorologii:
- SkewT
- Emagram
- Tefigram
- Diagram Stüve